# Chworostów
Chworostów (ukr. Хво́ростів) – wieś na Ukrainie w rejonie kowelskim należącym do obwodu wołyńskiego.
Do 2020 w rejonie lubomelskim.

## Położenie
Na podstawie Słownika geograficznego Królestwa Polskiego i innych krajów słowiańskich: Chworostów to wieś w powiecie włodzimierskim, 44 wiorsty od Włodzimierza.